# Skid Marks
Pour plus de détails, voir Fiche technique et Distribution.
Skid Marks est un film de 2007 réalisé par Karl Kozak et écrit par Don Rearde.

## Synopsis
Les compressions budgétaires forcer deux sociétés d'ambulances rivaux et leurs infirmiers désadaptation d'aller tête-à-tête pour sauver leurs patients, leurs emplois et leur argent de la bière, tout cela au nom de la médecine d'urgence.

## Distribution
- Tyler Poelle : Rich
- Dianna Agron : Megan
- Mikey Post (en) : Louis « One Foot » Jones
- Scott Dittman : Karl / The Human Stain
- Kathy Uye : Lai Mei
- James Piper : Bob « The Brain »
- David Schultz : Neil
- Chuck Kelley : Sarge